# LAS (fájlformátum)
A LAS (az angol LASer kifejezésből) pontfelhő tárolására és adatcseréjére szolgáló nyílt fájlformátum, amelynek specifikációját az Amerikai Fotogrammetriai és Távérzékelési Társaság (ASPRS) készítette el és vezette be 2003-ban. A fájlformátum a geoinformatikában és a geodéziában  széles körben elterjedt és lényegében iparági szabványnak számít. Eredetileg a LIDAR pontfelhők tárolására használták, de emellett más adatnyerési módszerekkel (pl. 3D-s fotogrammetria) előállított pontfelhőkhöz is használják. (Az adatnyerő eszközök, a LIDAR-ok általában saját fájlformátumot használnak.) Legfrissebb specifikációja a 2019-ben kiadott LAS 1.4 R15. Tekintettel arra, hogy a pontfelhők igen nagy mennyiségű adatot tartalmaznak, bevezették a LAS veszteségmentes tömörített változatát, a LAZ (LASzip) fájlformátumot, amely szintén nyílt formátum. A fájlban a pontfelhő pontjainak térbeli koordinátáit (x,y,z) és a pontokhoz tartozó attribútumokat tárolják (pl. RGB színkód, impulzusvisszaverődés sorszáma, osztályozási adatok).
A Esri saját fejlesztésű optimalizált és tömörített LAS formátuma a zLAS, amely azonban nem nyílt. A zLAS veszteségmentes tömörítést alkalmaz, amelyet az ArcGIS alkalmazások külön kitömörítés nélkül, közvetlenül tudnak olvasni.
A LAS és a LAZ fájlformátumot használják a legelterjedtebb geoinformatikai rendszerek is, így pl. az Esri ArcGIS Pro, vagy a QGIS. A PDAL (Point Data Abstraction Library) C és C++-ban írt nyílt forrású programkönyvtár, amely a pontfelhők kezelésére és szerkesztésére alkalmas. A LAS fájlok elérhetők a Python számára is a Laspy programkönyvtáron keresztül, valamint a PDAL Python támogatással is rendelkezik, így annak függvényei a Pythonban közvetlenül is meghívhatók. A MATLAB a Lidar toolbox-on keresztül ugyancsak tudja kezelni a LAS fájlokat.

## Fájlstruktúra
A LAS fájl négy fő részből áll:
- publikus fejléc (Public Header Block),
- változó hosszúságú rekordok (VLR – Variable Lenght Recvord),
- pontadat-rekordok (Point Data Records),
- kiterjesztett változó hosszúságú rekordok.

A publikus fejléc a LAS fájl alapvető paramétereit tartalmazza, így többek között a fájl azonosító adatait, a pontfelhő verziószáma, létrehozásának idejét, pontfelhő határait, a pontok eltolását, nagyítása tényezőt (X, Y, és Z irányban is).